# Операція «Океанський щит»
Операція «Океанський Щит» (англ. «Ocean Shield») — операція НАТО, направлена на боротьбу з сомалійськими піратами в Аденській затоці та вздовж берегів Африканського рогу. Розпочалася 17 серпня 2009 року на основі результатів двох попередніх операцій в цьому регіоні — Операція «Союзницький постачальник» та Операція «Союзницький захисник».

## Основні цілі та задачі операції

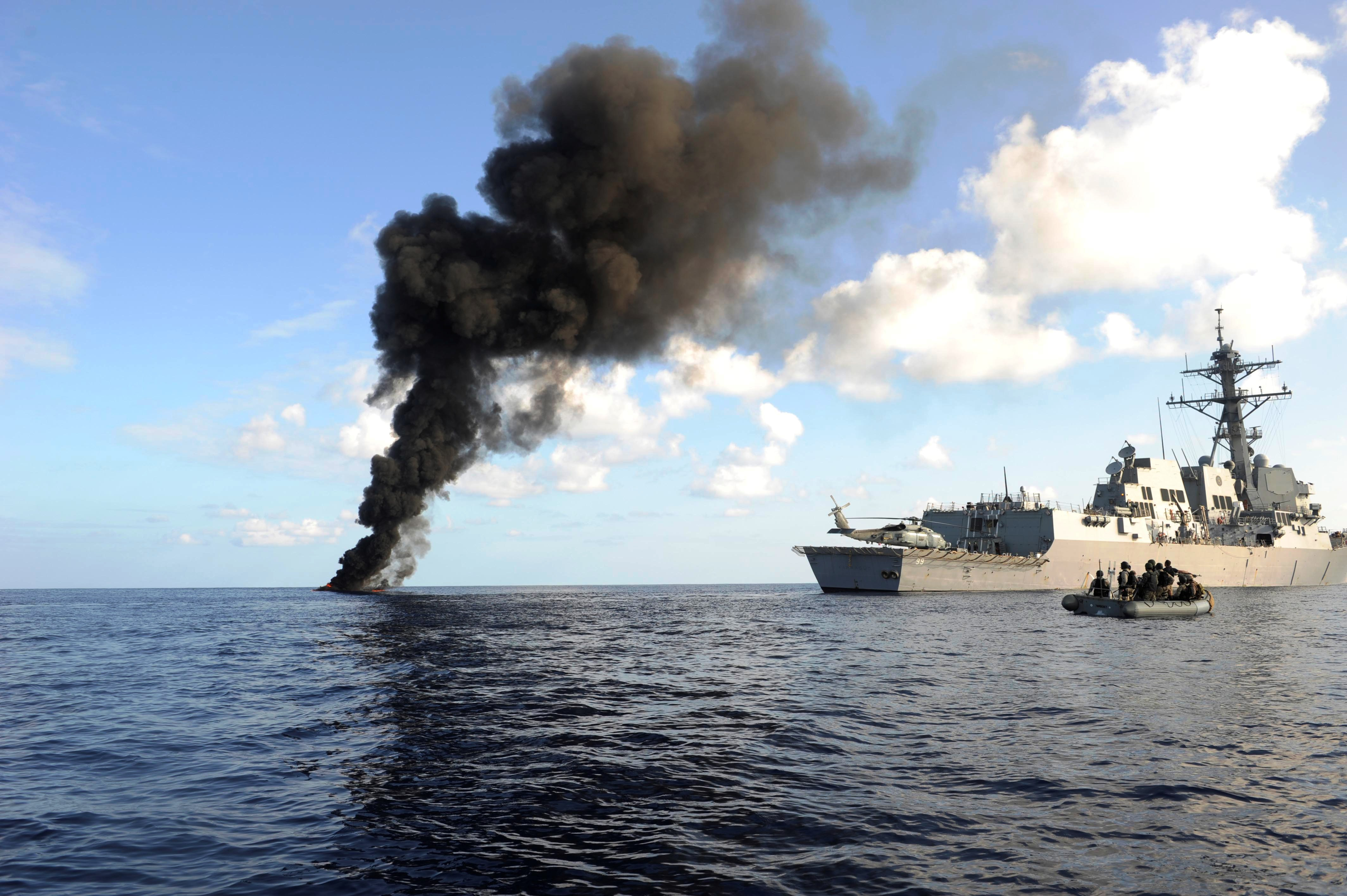
Корабель ВМС США «Фаррагут» знищив піратський човен

Операція «Океанський щит»англ. Operation Ocean Shield спирається на результати двох попередніх операцій НАТО з боротьби з піратством і як і раніше направлена в першу чергу на ведення активних дій проти піратів на морі. Кораблі НАТО придушують збройний грабіж та захоплення інших кораблів, виконуючи вказівки по відомостям з вертольотів НАТО, котрі відстежують, ідентифікують судна в морському районі. Новим явищем в операції є те, що у відповідь на черговий запит ООН, НАТО також погодилась супроводжувати в гавань Могадишо судна постачання AMISOM. Окрім того, ця операція запропонувала новий підхід НАТО в боротьбі з піратством — організація допомагає та сприяє країнам даного регіону розвивати власний потенціал та сили для боротьби з піратством, а також організує навчальні курси для підготовки місцевого населення до боротьби з піратством в тісній взаємодії з НАТО.Таким чином, завдяки двом проведеним та третій діючій операції визначились основні функції та склалась визначена роль НАТО у боротьбі з піратством. Першочерговою функцією НАТО є супроводження кораблів, стримання атак та нападів, а також розширення співробітництва з іншими міжнародними організаціями і країнами в боротьбі з піратством біля берегів Сомалі для об'єднання зусиль та більш ефективної спільної роботи з динамікою піратської діяльності.

## Склад ВМС для операції
Протягом операції групування ВМС НАТО СНМГ-1 и СНМГ-2 неодноразово змінювали одна одну в залежності від оперативних потреб Північноатлантичного союзу та викликів на морі. Склад кораблів і груп також неодноразово змінювався.
Розпочала проведення операції група СНМГ-2 під командуванням коммодора Стіва Чака (Велика Британія):
- «Наварінон» (фрегат F461 ВМС Греції)
- «Лібеччіо» (фрегат ВМС Італії)
- «Гедіз» (фрегат F495 ВМС Туреччини)
- «Корнуелл» (фрегат ВМС Великої Британії)
- «Дональд Кук» (есмінець ВМС США)

З листопада 2009 по березень 2010 операція перейшла до рук СНМГ-1 під командуванням адмірала Жозе Перейра де Кунья(Португалія), а після 25 січня 2010 — коммодора Крістіана Рюне(Данія):
- «Буні» (ВМС США)
- «Алваріш Кабрал» (ВМС Португалії)
- «Четем» (ВМС Великої Британії)
- «Абсалон» (флагман, ВМС Данії)
- «Фредеріктон» (ВМС Канади)

З березня по серпень 2010 року операцію знову виконувала СНМГ-2 з початку знову під командуванням коммодора Стіва Чіка і складом кораблів:
- «Четем» (ВМС Великої Британії)
- «Лімнос» (ВМС Греції), з 30 травня в національному підпорядкуванні
- «Сірокко» (ВМС Італії), з 5 червня в національному підпорядкуванні
- «Геліболу» (ВМС Туреччини)
- «Коул» (ВМС США)

а потім під командуванням коммодора Міхіеля Хіманса (Королівські ВМС Нідерландів)и кораблями:
- «Де Зевен провинсьєн» (флагман, ВМС Нідерландів)
- «Геліболу» (ВМС Туреччини)
- «Коул» (ВМС США)

З серпня по грудень 2010 проведення операції здійснювалаСНМГ-1під командуванням коммодора Крістіана Рюне:
- «Есберн Снаре» (флагман, ВМС Данії),
- «Монтроуз» і FTVR (Великої Британія),
- «Кауфман» і «Лабун» (ВМС США),
- «Берсалієре» (ВМС Італії),
- «Зєєлєф» (ВМС Нідерландів).

На теперішній час операція «Океанський щит» знову проводиться Другою постійною військово-морською групою НАТО СНМГ-2на чолі з коммодором Міхіелем Хімансом. Склад військових кораблів на даний момент представлений в такому вигляді.:
- «Лабун» (ВМС США)
- «Де Рюйтер» (флагман, Королівські ВМС Нідерландів)
- «Есберн Снаре» (ВМС Данії)
- «Газянтеп» (ВМС Туреччини)

В лютому 2013 року Україна долучилась до проведення операції.
В кінці вересня 2013 року з головної бази ВМС України Севастополя вийшов флагман ВМСУ фрегат «Гетьман Сагайдачний». На початку жовтня він приступив до виконання задач.

## Ефективність операції
В лютому 2010 року радою НАТО було прийнято рішення продовжити операцію до 2012 року, адже завдяки діяльності організації кількість піратських атак зменшилась майже на 40 % в порівнянні з 2009 роком. Зараз операція «Океанський щит» відіграє ключову роль в намаганнях міжнародного суспільства протидіяти піратству в Аденській затоці і берегів Сомалі. 19 березня 2012 року країни-учасники НАТО домовились продовжити цю морську операцію ще на два роки. Таке рішення організації наглядно демонструє прихильність своїм зусиллям спрямованим на захист судноплавства та рішучість дій у протидії загрозі піратству в Аденській затоці.